# Organización Mundial del Movimiento Scout
La Organización Mundial del Movimiento Scout (OMMS) es una organización no gubernamental internacional que dirige y coordina a diferentes asociaciones scouts miembro de todo el mundo, con alrededor de 50 millones de integrantes.
La OMMS –también conocida como WOSM (World Organization of Scout Movement)- fue establecida en 1920 y actualmente posee su sede internacional en Ginebra, Suiza. Su contraparte femenina es la Asociación Mundial de las Muchachas Guías y las Guías Scouts (WAGGGS, World Organization of Girl Guides and Girl Scouts).
La misión de la OMMS es contribuir a la educación de la juventud, de acuerdo a los métodos y sistemas de progresión establecidos por el fundador del escultismo, Robert Baden-Powell.
La OMMS organiza su trabajo en regiones y opera mediante la Conferencia Internacional, el Comité y la Oficina Mundial (Bureau).

## Conferencia Scout Mundial
La base para el reconocimiento y la membresía en la Conferencia Scout Mundial está basada en la adhesión a los propósitos y principios de la OMMS y la independencia en asuntos políticos de cada asociación nacional e internacional 

### Sede de las Conferencias
Las Conferencias Mundiales organizadas han sido las siguientes:

Mapa de las regiones de la OMMS (WOSM); áreas grises como Laos y Cuba no cuentan con asociaciones.

| Año  | Número                        | Lugar                      | País                        | Miembros participantes |
| ---- | ----------------------------- | -------------------------- | --------------------------- | ---------------------- |
| 1920 | 1° Conferencia Scout Mundial  | Londres                    | Bandera del Reino Unido     | 33                     |
| 1922 | 2° Conferencia Scout Mundial  | París                      | Bandera de Francia          | 32                     |
| 1924 | 3° Conferencia Scout Mundial  | Copenhague                 | Bandera de Dinamarca        | 34                     |
| 1926 | 4° Conferencia Scout Mundial  | Kandersteg                 | Bandera de Suiza            | 29                     |
| 1929 | 5° Conferencia Scout Mundial  | Birkenhead                 | Bandera del Reino Unido     | 33                     |
| 1931 | 6° Conferencia Scout Mundial  | Baden bei Wien             | Bandera de Austria          | 44                     |
| 1933 | 7° Conferencia Scout Mundial  | Gödöllő                    | Bandera de Hungría          | 31                     |
| 1935 | 8° Conferencia Scout Mundial  | Estocolmo                  | Bandera de Suecia           | 28                     |
| 1937 | 9° Conferencia Scout Mundial  | La Haya                    | Bandera de los Países Bajos | 34                     |
| 1939 | 10° Conferencia Scout Mundial | Edimburgo                  | Bandera del Reino Unido     | 27                     |
| 1947 | 11° Conferencia Scout Mundial | Château de Rosny-sur-Seine | Bandera de Francia          | 27                     |
| 1949 | 12° Conferencia Scout Mundial | Elvesaeter                 | Bandera de Noruega          | 25                     |
| 1951 | 13° Conferencia Scout Mundial | Salzburgo                  | Bandera de Austria          | 34                     |
| 1953 | 14° Conferencia Scout Mundial | Vaduz                      | Bandera de Liechtenstein    | 35                     |
| 1955 | 15° Conferencia Scout Mundial | Niagara Falls, Ontario     | Bandera de Canadá           | 44                     |
| 1957 | 16° Conferencia Scout Mundial | Cambridge                  | Bandera del Reino Unido     | 52                     |
| 1959 | 17° Conferencia Scout Mundial | Nueva Deli                 | Bandera de la India         | 35                     |
| 1961 | 18° Conferencia Scout Mundial | Lisboa                     | Bandera de Portugal         | 50                     |
| 1963 | 19° Conferencia Scout Mundial | Rodas                      | Bandera de Grecia           | 52                     |
| 1965 | 20° Conferencia Scout Mundial | Ciudad de México           | Bandera de México           | 59                     |
| 1967 | 21° Conferencia Scout Mundial | Seattle                    | Bandera de Estados Unidos   | 70                     |
| 1969 | 22° Conferencia Scout Mundial | Otaniemi                   | Bandera de Finlandia        | 64                     |
| 1971 | 23° Conferencia Scout Mundial | Tokio                      | Bandera de Japón            | 71                     |
| 1973 | 24° Conferencia Scout Mundial | Nairobi                    | Bandera de Kenia            | 77                     |
| 1975 | 25° Conferencia Scout Mundial | Lundtoft                   | Bandera de Dinamarca        | 87                     |
| 1977 | 26° Conferencia Scout Mundial | Montreal                   | Bandera de Canadá           | 81                     |
| 1979 | 27° Conferencia Scout Mundial | Birmingham                 | Bandera del Reino Unido     | 81                     |
| 1981 | 28° Conferencia Scout Mundial | Dakar                      | Bandera de Senegal          | 74                     |
| 1983 | 29° Conferencia Scout Mundial | Dearborn, Míchigan         | Bandera de Estados Unidos   | 90                     |
| 1985 | 30° Conferencia Scout Mundial | Múnich                     | Bandera de Alemania         | 93                     |
| 1988 | 31° Conferencia Scout Mundial | Melbourne                  | Bandera de Australia        | 77                     |
| 1990 | 32° Conferencia Scout Mundial | París                      | Bandera de Francia          |                        |
| 1993 | 33° Conferencia Scout Mundial | Sattahip                   | Bandera de Tailandia        |                        |
| 1996 | 34° Conferencia Scout Mundial | Oslo                       | Bandera de Noruega          | 108                    |
| 1999 | 35° Conferencia Scout Mundial | Durban                     | Bandera de Sudáfrica        | 116                    |
| 2002 | 36° Conferencia Scout Mundial | Tesalónica                 | Bandera de Grecia           | 126                    |
| 2005 | 37° Conferencia Scout Mundial | Hammamet, Túnez            | Bandera de Túnez            | 122                    |
| 2008 | 38° Conferencia Scout Mundial | Jeju-do                    | Bandera de Corea del Sur    | 150                    |
| 2011 | 39° Conferencia Scout Mundial | Curitiba                   | Bandera de Brasil           |                        |
| 2014 | 40° Conferencia Scout Mundial | Liubliana                  | Bandera de Eslovenia        |                        |
| 2017 | 41° Conferencia Scout Mundial | Bakú                       | Bandera de Azerbaiyán       |                        |
| 2021 | 42° Conferencia Scout Mundial | Virtual                    |                             |                        |
| 2024 | 43° Conferencia Scout Mundial | Egipto                     | Bandera de Egipto           |                        |

## Bureau Scout Mundial
La Oficina Scout Mundial (WSB, anteriormente a la Oficina Internacional) es la secretaría que lleva a cabo las instrucciones de la Conferencia Scout Mundial y el Comité Scout Mundial.
Es administrada por el secretario general, quien es apoyado por una pequeña plantilla de personal de recursos técnicos. El personal de la Oficina ayuda a las asociaciones de mejorar y ampliar su exploración mediante la formación de profesionales y voluntarios, el establecimiento de las políticas financieras y técnicas de recaudación de dinero, la mejora de instalaciones y procedimientos, y ayudar a movilizar los recursos nacionales de cada país, detrás de los Scouts.
El personal también ayuda a organizar los acontecimientos mundiales, como el Jamboree Scout Mundial, anima eventos regionales, y actúa como enlace entre el Movimiento Scout y otras organizaciones internacionales.
El Secretario General es el líder de la Oficina Scout Mundial y además el secretario ejecutivo del Comité Scout Mundial.
Desempeñaron este rol:
     László Nagy (Scout); 1968 - 1988
     Jacques Moreillon; 1988 - 2004
     Eduardo Missoni; 2004 - 2007
     Luc Panissod; 2007 - 2012
     Scott Teare; 2012 - 2017
     Ahmad Alhendawi; 2017 - Hoy

Las oficinas centrales de la Oficina Scout Mundial (World Scout Bureau) se ubican en Ginebra, Suiza y sus seis oficinas regionales son:
     Región Europea: Ginebra, Suiza; Bruselas, Bélgica y Belgrado, Serbia
     Región Árabe: El Cairo, Egipto
     Región Africana: Nairobi, Kenia; Ciudad del Cabo, Sudáfrica; y Dakar, Senegal
     Región Asia-Pacífico: Makati, Filipinas; Australia; y Tokio, Japón
     Región Interamericana: Panamá (ciudad), Panamá

## Encuentros Scouts Mundiales

### Jamborees Scouts Mundiales
Los Jamborees mundiales atraen a gran cantidad de Scouts de todo el mundo y sulen tener lugar cada cuatro años. Los Jamborees nacionales, internacionales y continentales se suceden a lo largo del mundo con una frecuencia variable.

### Moot Scout Mundiales
En los Moots Scouts Mundiales participan las ramas mayores de las Organizaciones Scouts Nacionales (generalmente llamados Rovers) y otros jóvenes adultos.
El rango de edad de los participantes va desde los 18 hasta los 25 años inclusive.

## Miembros
Más de 500 millones de personas en el mundo han sido scouts alguna vez en su vida.
Actualmente hay 40 millones de scouts en servicio alrededor del mundo.

### Países que la integran
Los países pertenecientes a la WOSM
| País                            | N.º de scouts | Miembro de WOSM desde el año | Fundación del Escultismo en el año |
| ------------------------------- | ------------- | ---------------------------- | ---------------------------------- |
| Albania                         | 1730          | 1999                         | 1922                               |
| Alemania                        | 117.610       | 1950                         | 1910                               |
| Arabia Saudí                    | 19.269        | 1963                         | 1961                               |
| Argelia                         | 4150          | 1963                         | 1939                               |
| Angola                          | 18830         | 1998                         |                                    |
| Argentina                       | 69.637        | 1922                         | 1912                               |
| Armenia                         | 2255          | 1997                         | 1912                               |
| Australia                       | 67.668        | 1953                         | 1908                               |
| Austria                         | 10.028        | 1922                         | 1912                               |
| Azerbaiyán                      | 1761          | 2000                         | 1997                               |
| Bahamas                         | 1540          | 1974                         | 1913                               |
| Baréin                          | 1800          | 1970                         | 1953                               |
| Bangladés                       | 1.372.773     | 1974                         | 1972                               |
| Barbados                        | 2419          | 1969                         | 1912                               |
| Bélgica                         | 107.243       | 1922                         | 1911                               |
| Belice                          | 874           | 1987                         | 1911                               |
| Benín                           | 7229          | 1964                         | 1932                               |
| Birmania                        | 24.925        |                              |                                    |
| Bielorrusia                     | 1050          |                              |                                    |
| Bután                           | 24.524        | 1999                         | 1991                               |
| Bolivia                         | 7355          | 1950                         | 1915                               |
| Bosnia y Herzegovina            | 3247          | 1999                         |                                    |
| Botsuana                        | 26.464        | 1958                         | 1936                               |
| Brasil                          | 90.102        | 1922                         | 1910                               |
| Brunéi Darussalam               | 2570          | 1981                         | 1933                               |
| Bulgaria                        | 890           | 1999                         | 1911-13                            |
| Burkina Faso                    | 11.539        | 1972                         | 1943                               |
| Burundi                         | 28.559        | 1979                         | 1940                               |
| Cabo Verde                      | 733           | 2002                         |                                    |
| Camboya                         | 28.533        |                              |                                    |
| Camerún                         | 12.030        | 1971                         | 1937                               |
| Canadá                          | 98.204        | 1946                         | 1909                               |
| Catar                           | 4566          | 1965                         | 1956                               |
| Chad                            | 14.500        | 1974                         | 1960                               |
| Chile                           | 27.094        | 1922                         | 1909                               |
| China (nacionalista)            | 56.182        | 1937                         | 1912                               |
| Chipre                          | 5890          | 1961                         | 1913                               |
| Chequia                         | 53.438        | 1996                         | 1911                               |
| Colombia                        | 12.633        | 1933                         | 1913                               |
| Comoras                         | 1.725         | 1990                         | 1975                               |
| Congo                           | 17000         | 2023                         | 1930                               |
| República Democrática del Congo | 103.103       | 1963                         | 1924                               |
| Costa Rica                      | 13.779        | 1935                         | 1928                               |
| Costa de Marfil                 | 7519          | 1972                         | 1937                               |
| Croacia                         | 1993          | 1915                         |                                    |
| Dinamarca                       | 43.282        | 1922                         | 1909                               |
| Dominica                        | 1100          | 1990                         | 1929                               |
| República Dominicana            | 1982          | 1930                         | 1914                               |
| Ecuador                         | 10.131        | 1922                         | 1920                               |
| Egipto                          | 83.610        | 1922                         | 1918                               |
| El Salvador                     | 3608          | 1940                         | 1938                               |
| Emiratos Árabes Unidos          | 4857          | 1977                         | 1972                               |
| Eslovaquia                      | 7831          | 1997                         | 1913                               |
| Eslovenia                       | 6133          | 1994                         | 1915                               |
| Estados Unidos                  | 3.399.147     | 1922                         | 1910                               |
| Estonia                         | 1106          | 1996                         | 1912                               |
| España                          | 72.973        | 1922                         | 1912                               |
| Esuatini/Suazilandia            | 6850          | 1968                         | 1928                               |
| Etiopía                         | 68.001        | 2002                         | 1950                               |
| Filipinas                       | 1.983.563     | 1946                         | 1923                               |
| Finlandia                       | 53.792        | 1922                         | 1910                               |
| Fiyi                            | 10.175        | 1971                         | 1914                               |
| Francia                         | 102.775       | 1922                         | 1910                               |
| Gabón                           | 3809          | 1971                         | 1936                               |
| Gambia                          | 15.582        | 1984                         | 1921                               |
| Georgia                         | 2314          | 1997                         | 1994                               |
| Ghana                           | 3919          | 1960                         | 1912                               |
| Grecia                          | 18.643        | 1922                         | 1910                               |
| Granada                         | 1378          | 1979                         | 1924                               |
| Guatemala                       | 7299          | 1930                         | 1928                               |
| Guinea                          | 6539          |                              |                                    |
| Guyana                          | 424           | 1967                         | 1909                               |
| Haití                           | 43.618        | 1932                         | 1932                               |
| Honduras                        | 3250          | 1957                         | 1921                               |
| Hong Kong                       | 98.190        | 1977                         | 1911                               |
| Hungría                         | 10.984        | 1990                         | 1912                               |
| Islandia                        | 4960          | 1924                         | 1912                               |
| India                           | 3.647.843     | 1938                         | 1909                               |
| Indonesia                       | 21.842.404    | 1953                         | 1912                               |
| Irlanda                         | 49.385        | 1949                         | 1908                               |
| Israel                          | 83.332        | 1951                         | 1920                               |
| Italia                          | 104.571       | 1922                         | 1912                               |
| Jamaica                         | 1727          | 1963                         | 1910                               |
| Japón                           | 109.687       | 1922                         | 1913                               |
| Jordania                        | 15.521        | 1955                         | 1954                               |
| Kazajistán                      | 1239          |                              |                                    |
| Kenia                           | 1.312.485     | 1964                         | 1910                               |
| Kiribati                        | 1186          | 1993                         |                                    |
| Corea del Sur                   | 137.703       | 1953                         | 1922                               |
| Kuwait                          | 6.061         | 1955                         | 1952                               |
| Lituania                        | 872           | 1993                         | 1917                               |
| Líbano                          | 15.410        | 1947                         | 1912                               |
| Lesoto                          | 2900          | 1971                         | 1936                               |
| Liberia                         | 2418          | 1965                         | 1922                               |
| Libia                           | 14.494        | 1958                         | 1954                               |
| Liechtenstein                   | 635           | 1933                         | 1931                               |
| Lituania                        | 2064          | 1997                         | 1918                               |
| Luxemburgo                      | 7347          | 1922                         | 1914                               |
| Macedonia del Norte             | 2191          | 1997                         | 1921                               |
| Madagascar                      | 50.599        | 1960                         | 1921                               |
| Malasia                         | 70.714        | 1957                         | 1911                               |
| Malawi                          | 50.020        |                              |                                    |
| Maldivas                        | 1.547         | 1990                         | 1963                               |
| Mali                            | 5000          | 2024                         | 1930                               |
| Malta                           | 3100          | 1966                         | 1908                               |
| Marruecos                       | 12.304        | 1961                         | 1933                               |
| Mauritania                      | 3790          | 1983                         | 1946                               |
| Mauricio                        | 5509          | 1971                         | 1912                               |
| México                          | 51.689        | 1926                         | 1920                               |
| Moldavia                        | 2167          | 1997                         | 1991                               |
| Mónaco                          | 87            | 1990                         |                                    |
| Mongolia                        | 10.445        | 1994                         | 1992                               |
| Montenegro                      | 1268          |                              |                                    |
| Mozambique                      | 32.664        | 1999                         | 1960                               |
| Namibia                         | 1083          | 1990                         | 1917                               |
| Nepal                           | 30.554        | 1969                         | 1952                               |
| Nueva Zelanda                   | 19.487        | 1953                         | 1908                               |
| Nicaragua                       | 1977          | 1948                         | 1917                               |
| Níger                           | 3305          | 1996                         | 1947                               |
| Nigeria                         | 750.073       | 1961                         | 1915                               |
| Noruega                         | 21.815        | 1922                         | 1911                               |
| Omán                            | 20.330        | 1977                         | 1948                               |
| República Popular de China      | 5000          | 2008                         |                                    |
| Países Bajos                    | 55.011        | 1922                         | 1910                               |
| Pakistán                        | 710.201       | 1948                         | 1947                               |
| Palestina                       | 33.643        | 1996                         | 1912                               |
| Panamá                          | 2494          | 1950                         | 1914                               |
| Papúa Nueva Guinea              | 4980          | 1976                         | 1926                               |
| Paraguay                        | 1086          | 1962                         | 1913                               |
| Perú                            | 8290          | 1922                         | 1911                               |
| Polonia                         | 42.146        | 1996                         | 1919                               |
| Portugal                        | 81.363        | 1922                         | 1911                               |
| Reino Unido                     | 618.973       | 1922                         | 1907                               |
| Rumanía                         | 5267          | 1993                         | 1914                               |
| Federación Rusa                 | 6405          | 2000                         | 1909                               |
| Ruanda                          | 18.884        | 1975                         | 1940                               |
| Islas Salomón                   | 500           | 2021                         | 1928                               |
| San Marino                      | 273           | 1990                         | 1973                               |
| San Vicente y las Granadinas    | 230           | 1990                         | 1924                               |
| Santa Lucía                     | 393           | 1990                         | 1935                               |
| Senegal                         | 9857          | 1963                         | 1930                               |
| Serbia                          | 4804          | 1995                         | 1915                               |
| Seychelles                      | 286           | 2002                         |                                    |
| Sierra Leona                    | 16.162        | 1964                         | 1909                               |
| Singapur                        | 11.439        | 1966                         | 1910                               |
| Siria                           | 9358          |                              |                                    |
| Sri Lanka                       | 38.606        | 1953                         | 1912                               |
| Sudáfrica                       | 196.306       | 1937                         | 1908                               |
| Sudán                           | 14.868        | 1956                         | 1935                               |
| Sudán del Sur                   | 2162          |                              |                                    |
| Suecia                          | 36.398        | 1922                         | 1911                               |
| Suiza                           | 24.616        | 1922                         | 1912                               |
| Surinam                         | 787           | 1968                         | 1924                               |
| Tailandia                       | 697.887       | 1922                         | 1911                               |
| Tanzania                        | 538.959       | 1963                         | 1929                               |
| Tayikistán                      | 1055          | 1997                         | 1991                               |
| Togo                            | 10.747        | 1977                         | 1920                               |
| Trinidad y Tobago               | 5982          | 1963                         | 1911                               |
| Túnez                           | 24.095        | 1957                         | 1934                               |
| Turquía                         | 141.277       | 1950                         | 1923                               |
| Ucrania                         | 12.335        |                              |                                    |
| Uruguay                         | 1620          | 1950                         | 1912                               |
| Venezuela                       | 16.740        | 1936                         | 1913                               |
| Yemen                           | 6841          | 1980                         | 1954                               |
| Zambia                          | 7396          | 1965                         | 1930                               |
| Zimbabue                        | 18.312        | 1980                         | 1909                               |

## Centros Scouts Internacionales
- Centro Scout Internacional de Kandersteg
- Picarquín
- Griebal

### Otros Centros Scouts de renombre internacional
- Centro nacional de formación Jambville
- Meztitla
- Gilwell Park
- Centro Nacional de Formação Ambiental, São Jacinto

## Hitos de la historia de la organización
| Año    | Hito                                                                                     | Detalles                                                                                  |
| 1920   | 1.ª Conferencia Scout Internacional. Se funda la Oficina Internacional de los Boy Scouts | 33 Organizaciones Scouts Nacionales representadas                                         |
| 1922   | 1.er Comité Internacional electo (2.ª Conferencia Internacional, París, Francia)         | 30 Organizaciones Scouts Nacionales representadas                                         |
| 1957   | La Oficina Scout Mundial se muda a América                                               | Ottawa, Canadá.                                                                           |
| 1968   | La Oficina Scout Mundial se muda a Europa                                                | Ginebra, Suiza.                                                                           |
| 1981   | UNESCO entrega el Premio Educación para la Paz                                           | París, Francia.                                                                           |
| 1982   | Rotary International honra al Movimiento Scout                                           | 75 aniversario del Escultismo                                                             |
| 1984   | Premio del Rotary a la Comprensión Mundial                                               | .                                                                                         |
| 1984   | La Asociación Internacional de Clubs de Leones honra al Escultismo                       | .                                                                                         |
| 1985   | Año Internacional de las Naciones Unidas                                                 | 1.er programa mundial con la Asociación Mundial de las Muchachas Guías y las Guías Scouts |
| 1986-7 | Programa mundial de salud infantil con UNICEF                                            | Ayudemos a los niños a crecer ("help children grow")                                      |
| 1988   | Programa de las Naciones Unidas para el Ambiente honra al Escultismo \|-                 | Reconocimiento a los programas de conservación                                            |
| 1989   | Semana Especial de la Paz                                                                | Realización mundial de actividades de Educación para la Paz                               |
| 1989   | Convención Naciones Unidas de los Derechos del Niño                                      | Actividades de promoción y pedidos de ratificación a los parlamentos nacionales           |
| 1990   | Operación Solidaridad Chernobyl                                                          | 1235 niños irradiados son recibidos en 15 Asociaciones Scouts europeas junto a UNESCO     |
| 1991   | Año Scout Mundial del Ambiente                                                           | Actividades simultáneas en todo el mundo                                                  |
| 1994   | Simposio internacional Escultismo sin límites, partenariado y solidaridad                | Marruecos                                                                                 |
| 1994   | Acuerdo Terapia Rehidratación Oral con UNICEF                                            | Ginebra, Suiza                                                                            |
| 1994   | Premio Asociación Internacional de Relaciones Públicas                                   | Por la contribución a una mejor comprensión mundial                                       |
| 1995   | Alto Comisionado Naciones Unidas para los Refugiados                                     | Acuerdo de Cooperación ACNUR (UNHCR) - OMMS                                               |
| 1997   | Acuerdo para eliminar la lepra                                                           | Organización Mundial de la Salud                                                          |
| 1998   | Acuerdo de las 4 organizaciones juveniles                                                | Con Cruz Roja, Muchachas Guías y Award Association                                        |
| 1999   | Crucero de la Paz                                                                        | Mediterráneo este                                                                         |
| 2003   | Simposio Interreligioso Scout Mundial                                                    | Valencia, España                                                                          |
| 2004   | Foro Juvenil Panafricano sobre SIDA                                                      | Dakar, Senegal                                                                            |
| 2005   | Memorando de entendimiento con la Campaña del Milenio de Naciones Unidas                 | ODM                                                                                       |
| 2006   | Memorando de entendimiento con UNICEF                                                    | .                                                                                         |
| 2007   | Centenario del Movimiento Scout                                                          | Amanecer del Escultismo, Hylands Park, Chelmsford, Inglaterra                             |
| 2007   | Congreso Mundial de Educación                                                            | Ginebra, Suiza                                                                            |
| 2008   | 38.ª Conferencia Mundial en Isla Jeju, Corea                                             | 160 Organizaciones Scouts Nacionales miembro                                              |

### Crisis de la Organización Mundial del Movimiento Scout
El 15 de octubre de 2007, un grupo de Organizaciones Scouts Nacionales, conocido como Grupo de Pattaya escribió una carta abierta de denuncia ante el Comité Scout Mundial.
Las principales quejas fueron que la Oficina Scout Mundial no se centraba en las Organizaciones Nacionales de Scouts, especialmente en los países en desarrollo, y que había cuestiones de gobernanza y la gestión en la Oficina Scout Mundial. El Grupo de Pattaya, denominado así por la ciudad de Tailandia donde se escribió la carta en el marco de la Conferencia Scout de la Región Asia-Pacífico estuvo integrado por representantes de las Asociaciones Scouts Nacionales de Austria, Grecia, Indonesia, Japón, Suecia, Tailandia, Reino Unido y Estados Unidos. Luego Japón se disculpó, explicando que no había comprendido el alcance pleno de la carta.
Dos días más tarde, la asociación scout nacional de Estados Unidos, Boy Scouts of América, envió una carta al Comité Scout Mundial reiterando su posición y afirmando que retendría los fondos de la Organización Mundial del Movimiento Scout hasta que Eduardo Missoni fuera reemplazado como Secretario General y se iniciaran los procesos apropiados para restaurar el núcleo de la misión de la Organización Mundial del Movimiento Scout.
La Asociación Scout de Suecia, Svenska Scoutrådet, secundó a la asociación scout nacional de Estados Unidos con una carta similar.
La Fundación Scout Mundial, que había sido creada para asegurar una fuente de financiación segura para el Movimiento Scout, siguió los dos ejemplos previos sumando presiones a favor de la renuncia de Eduardo Missoni.
Varias Organizaciones Scout Nacionales expresaron su preocupación por esta coacción económica.
Las Asociaciones Scouts Nacionales de Italia, España y Bélgica hicieron un llamado público a la unidad y solicitaron no tomar decisiones precipitadas antes de la siguiente Conferencia Scout Mundial
El Comité Scout Mundial, escribió una respuesta a estas peticiones el 24 de octubre.
El 12 de noviembre de 2007, el Comité Scout Mundial se reunió en El Cairo, Egipto y Eduardo Missoni fue relevado de su cargo como Secretario General, a pesar de su oposición y de la posición contraria de muchos de los miembros del comité.
El 22 de noviembre de 2007 Missoni informó a la Conferencia Scout Interamericana, reunión de los representantes de todas las asociaciones scout del continente americano, sobre la situación.
Lamentablemente, a días de comenzar dicha reunión continental, Eduardo Missoni debió disculparse de participar ante la solicitud de altas autoridades scout de América del Norte.
El 30 de noviembre de 2007 Eduardo Missoni escribió una cronología de lo que él llama un putsch en su página web personal y dio a conocer muchos documentos que no se conocían hasta el momento, además de manifestar su punto de vista.
Complementariamente difundió un Comunicado de Prensa explicando los sucesos vividos.
Finalmente, el 4 de diciembre de 2007 se despidió de todos sus colaboradores y de miembros de la Organización Mundial del Movimiento Scout con una emotiva carta.